# National Football Conference

Logo der National Football Conference

Die National Football Conference (NFC) ist eine der beiden Conferences der National Football League (NFL) (neben der American Football Conference). Sie ging aus der eigenständigen alten NFL hervor, die 1920 in Canton, Ohio als American Professional Football Association gegründet und zwei Jahre später in National Football League umbenannt wurde.

## Geschichte
Als 1960 die American Football League (AFL) gegründet wurde, spalteten sich die Fanlager. Um den wahren Meister zu ermitteln, traten die Meister der beiden Ligen im Januar 1967 zum damals noch nicht offiziell so genannten, ersten Super Bowl gegeneinander an. Nach der Fusion zur neuen National Football League 1970 ergaben sich die Conferencenamen praktisch von selbst. Somit wurde aus der American Football League (AFL) die American Football Conference (AFC) und aus der ehemaligen National Football League die National Football Conference (NFC). In der NFC spielten anfangs 13 ehemalige NFL-Teams, in der AFC zehn AFL-Teams und drei NFL-Teams.
Dies ist der Grund, warum die NFL nicht wie die anderen wichtigen US-Sportarten (abgesehen von Baseball) in Western Conference und Eastern Conference unterteilt sind und dass die Teams in beiden Conferences aus allen Teilen der Vereinigten Staaten kommen.
So spielen zum Beispiel die New York Giants in der NFC und die New York Jets in der AFC sowie die Los Angeles Rams in der NFC und die Los Angeles Chargers in der AFC.

## Teams
In beiden Conferences spielen je 16 Mannschaften, die auf vier Divisions aufgeteilt sind. Die Einteilung der Divisions ist, im Gegensatz zu den Conferences, größtenteils auf die geographische Lage der Teams zurückzuführen. Aufgrund von neuen Teams bzw. Standortwechseln ist es auch hier zu Ausnahmen gekommen, die auch zu Verschiebungen zwischen den Divisions führten. Beide Conferences sind in die Divisions East, North, South und West unterteilt.
Die Teams der NFC und ihre Zuordnung in die Divisions:
| East                  | North             | South                | West                |
| --------------------- | ----------------- | -------------------- | ------------------- |
| Dallas Cowboys        | Chicago Bears     | Atlanta Falcons      | Arizona Cardinals   |
| New York Giants       | Detroit Lions     | Carolina Panthers    | San Francisco 49ers |
| Philadelphia Eagles   | Green Bay Packers | New Orleans Saints   | Seattle Seahawks    |
| Washington Commanders | Minnesota Vikings | Tampa Bay Buccaneers | Los Angeles Rams    |

## Champion
Der Champion der NFC wird im NFC Championship Game ermittelt und qualifiziert sich für den Super Bowl. Die Dallas Cowboys und die San Francisco 49ers sind mit acht Titeln Rekordsieger. Aktueller NFC Champion sind die Philadelphia Eagles, die 2025 ihren 5. Conference-Titel gewannen.